# Симфони Екс
Симфони Екс (на английски: Symphony X) е прогресив метъл група от Ню Джърси, основана през 1994 г. от китариста Майкъл Ромео.

## История на групата
През 1994 г. Майкъл Ромео , бивш китарист на групата Gemini, записва своята демо касета The Dark Chapter. Той бързо привлича вниманието и скоро създава групата Симфони Екс заедно с басиста Томас Милър, барабаниста Джейсън Руло, вокалиста Род Тайлър и кийбордиста Майкъл Пинела.
Записът на първия им албум Симфони Екс започва през същата година; Първоначално албумът е издаден изключително в Япония от лейбъла Zero Corporation. Едва след издаването на втория им албум през 1995 г., дебютният им албум е издаден по целия свят. Вторият им албум The Damnation Game следва шест месеца по-късно и е издаден в цял свят от лейбъла InsideOut. Певецът Род Тайлър напуска групата и е заменен от Ръсел Алън, който има значително влияние върху стила на групата и постави по-неокласически фокус с работата си.
Третият албум The Divine Wings of Tragedy се смята от много фенове за техен шедьовър. Записването на този албум отнема относително дълго време; сесиите започват през 1996 г. и не са завършени до 1997 г. С този албум те също постигат успех в Европа, а успехът им в Япония продължава да расте. За разлика от предишните албуми, двете дълги песни в The Divine Wings of Tragedy се открояват, като 20-минутната заглавна песен и почти десетминутната The Accolade, които очевидно са в традицията на прогресивния рок по форма и структура.
Към края на годината Джейсън Руло трябва да напусне групата за кратко по лични причини. За това време той е заменен от Томас Уолинг. С този състав групата записва четвъртия си студиен албум Twilight in Olympus, който излиза през 1998 г. Албумът включва и инструменталната пиеса Sonata, която е базирана на мотива от втората част на Соната за пиано No. 8 Pathétique (до минор, op. 13) от Лудвиг ван Бетовен. Останалите песни в албума показват, че групата отново е малко по-компактна, най-дългата песен от 13 минути е Through the Looking Glass, както и деветминутната Church of the Machine.
Първото официално представяне с новия състав се състои в Япония през 1998 г., последвано от световно турне. Басистът Томас Милър впоследствие е заменен от Майкъл Лепонд.
Prelude to Millennium, компилация от предишните четири студийни албума, е издаден в края на същата година. Освен това тази компилация включва презапис на песен от дебютния албум, известен като Masquerade '98 , този път изпята от Russell Allen.
Барабанистът Джейсън Руло се завръща в групата преди да запише петия албум V: The New Mythology Suite (2000). Материалът за албума до голяма степен идва от идеи за никога нереализирана дълга песен, наречена Twilight in Olympus, въпреки че заглавието е прието за предишния албум. V е първият концептуален албум на групата и съдържанието му се занимава с мита за Атлантида, както и с древноегипетската митология и астрология. Интрото, наречено Prelude, е адаптация на Dies Irae от Реквиема на Джузепе Верди.
Групата тръгва на турне и записва концертния албум Live on the Edge of Forever, който се състои от записи от няколко концерта.
През 2002 г. групата издава шестия си студиен албум The Odyssey, който съдържа акцента от 24-минутната заглавна песен, която е музикална интерпретация на гръцката легенда за Одисей. Освен по-традиционната заглавна песен, останалата част от албума е много по-тежка от обикновено. Той включва по-малко клавиатурни части от преди и вдъхнови някои фенове и журналисти да направят сравнения с траш метъла. Сред парчетата е продължението на фен класиката The Accolade, което продължава подобна дължина на първата част и е тематично свързано с нея. Албумът е последван от турне в подкрепа на Стратовариус през 2003 г. През 2004 г., освен няколко фестивални участия, групата си взема почивка, която Ръсел Алън и Майкъл Пинела използват за запис на солови албуми. Майкъл Ромео е гост във втория солов албум на Тимо Котипелто, Майк Ле Понд записа албум с Distant Thunder.
През лятото на 2005 г. Симфони Екс участва в Gigantour, голям летен фестивал, оглавяван от Мегадет и Дрийм Тиътър. За да се преодолее времето до следващия албум, е издаден компактдиск на фен клуба, който съдържа демота версии на различни по-стари парчета, както и интерпретация на мелодията на тема Междузвездни войни на електрическа китара.
През март 2006 г. Майкъл Ромео обявява, че пет песни от нов албум са напълно записани и че албумът ще бъде финализиран през следващите месеци. Издаването обаче е отложено, защото басистът Майк Лепонд има нужда от лечение за болестта на Крон. И накрая, албумът, озаглавен Paradise Lost, е издаден на 22 юни 2007 г. Paradise Lost (Изгубеният рай), тематично базиран на едноименната епична поема на английския поет Джон Милтън, е музикално продължение на Одисеята. Песните са по-малко траш, но също толкова твърди, колкото и в предишния албум. Само заглавната песен има леко баладични черти и силно напомня на песента Communion and the Oracle от албума V: The New Mythology Suite.
На 12 ноември 2009 г. Нюклиър Бласт обявяват, че са подписали със Symphony X. Албумът Iconoclast е издаден на 17 юни 2011 г.
На 10 април 2015 г. групата обявява, че записът и смесването на новия албум са завършени. На 18 май 2015 г. заглавието на албума е потвърдено като Underworld. Албумът е издаден на 24 юли 2015 г. Първият сингъл, Nevermore, е представен на 22 май 2015 г.

## Дискография
- 1994: Symphony X
- 1995: The Damnation Game
- 1997: The Divine Wings of Tragedy
- 1998: Twilight in Olympus
- 1998: Prelude to the Millennium (компилация)
- 2000: V: The New Mythology Suite
- 2001: Live on the Edge of Forever (на живо)
- 2002: The Odyssey
- 2005: Rarities & Demos (exklusiv für Mitglieder des Fanclubs)
- 2007: Paradise Lost
- 2011: Iconoclast
- 2015: Underworld